# کومانکولام
کومانکولام (به لاتین: Koomankulam) یک منطقهٔ مسکونی در سری‌لانکا است که در استان شمالی (سری‌لانکا) واقع شده‌است. کومانکولام ۳۱٫۳ کیلومتر مربع مساحت و ~۱۵٬۰۰۰ نفر جمعیت دارد و ۱۰۴ متر بالاتر از سطح دریا واقع شده‌است.